# Сіверськодонецька ТЕЦ
Сіверськодоне́цька ТЕЦ — зруйноване російськими окупантами підприємство енергетики в місті Сіверськодонецьк Луганської області, до 2022 року була однією з найбільших в Україні теплоелектроцентралей. Призначалася для тепло- й електропостачання міста Сіверськодонецька та гіганта хімічної промисловості України — Сіверськодонецького об'єднання «Азот».
Димова труба висотою 240 м — одна з найвищих в Україні.
29 червня 2022 року була зруйнована росіянами під час нападу на Україну.

## Загальні відомості
У 1949 році розпочалося будівництво ТЕЦ. 25 березня 1952 року введені в експлуатацію перші котли та турбогенератори. Потужність ТЕЦ становила:
- Електрична — 260 МВт;
- Теплова — 906 Гкал/год.

ТЕЦ призначалася для виробництва електроенергії, що видаввлося в об'єднану енергетичну систему України, забезпечувало парою хімічний завод та опаленням й гарячою водою міста Сіверськодонецьк.

## Обладнання
Сіверськодонецька ТЕЦ була обладнана:
- двома блоками з котлом ТГМЕ-464 й паровою турбіною Т-110/120-130 загальною тепловою потужністю 350 Гкал/год та електричною — 240 МВт;
- однис блоком із котлом ТГМП-344 А й паровою турбіною Т-250/300-240 тепловою потужністю 350 Гкал/год, електричною 50 МВт;
- чотирма водогрійними котлами типу ПТВМ-180 продуктивністю по 180 Гкал/год кожен.

## Історія
- 1949 рік — початок будівництва.
- 25 березня 1952 — введення в експлуатацію першої черги ТЕЦ.
- 1955 рік — завершення будівництва першої черги.
- 1955–1963 роки — будівництва другої черги.
- 1962–1966 роки — будівництво ТЕЦ-2.
- 1976–1980 роки — модернізація обладнання, повне переведення на природний газ та мазут[2].
- 12 квітня 2012 року — Верховною Радою України були прийняті зміни до деяких законів з питань приватизації, які передбачали з цього моменту можливість приватизації Сіверськодонецької ТЕЦ[3]

Російсько-українська війна
Сіверськодонецька ТЕЦ була остаточно повністю знищена російськими загарбниками під час боїв за Лисичанськ та Сіверськодонецьк (тоді Сєвєродонецьк) 29 червня 2022 року.